# Archotoplana holotricha
Archotoplana holotricha är en plattmaskart som beskrevs av Ax 1956. Archotoplana holotricha ingår i släktet Archotoplana och familjen Otoplanidae. Inga underarter finns listade i Catalogue of Life.